# Amandine Savary
Amandine Savary est une pianiste française née en février 1984 à Bayeux, Calvados.

## Biographie
Amandine Savary commence ses études de piano au conservatoire de Caen puis les continue à la Royal Academy of Music de Londres avec Christopher Elton et Alexandre Satz. Elle y obtient un Masters Degree, première nommée,.
En Grande-Bretagne, elle est lauréate du Tillet Trust Young Artists' Platform Scheme 2006, du Kirckman Concert Society 2008 Scheme, du Philip and Dorothy Green Award for Young Artists Concert Series 2008, du Park Lane Group Young Artists Series 2008. Elle est également retenue par les Holland Music Sessions 2007 comme « New Master on Tour 2008-2009 »,. 
En 2006, elle co-fonde et devient membre du Trio Dali (avec Vineta Sareika et Christian-Pierre La Marca), qui remporte de nombreux succès aux concours internationaux d’Osaka, Francfort (1ers prix) et New York (second prix),.
Le premier enregistrement du trio consacré à Ravel pour le label Fuga Libera – Outhere reçoit un succès critique international (Diapason d’or, « 10 » de Classica, Disque du mois, Clef de ResMusica, « Choc de l’année » Classica 2009, Esceptionnal de Scherzo…), de même qu’un deuxième enregistrement  dédié à Schubert, paru en mai 2011 sous le même label (« 5 » de Diapason, « 4 » de Classica, « Coup de Cœur » Fnac, « Choix » de Qobuz, « ƒƒƒ » de Télérama, Editor’s Choice de Gramophone).
Par ailleurs, elle enregistre les Toccatas de Bach,,, puis les Impromptus de Schubert.
Amandine Savary est professeur de piano et de musique de chambre à la Royal Academy of Music de Londres où elle a été elle-même élève.
En septembre 2019, elle co-fonde le Trio Salieca avec Jack Liebeck (en) (violon) et Thomas Carroll (violoncelle).
Ella a partagé la scène avec des musiciens tels qu'Alfred Brendel, Augustin Dumay, Tsuyoshi Tsutsumi, Lawrence Power, Paul Neubauer, Michel Portal.
Elle collabore avec des orchestres tels que London Mozart Players, London Pro Orchestra, European Union Chamber Orchestra, Orchestre de Bretagne, Orchestre National de Lille, Orchestre royal de chambre de Wallonie, Philharmonia Orchestra, Sinfonia Varsovia, Latvian National Symphonic Orchestra, Orchestre philharmonique du Luxembourg, sous la direction de Moshe Atzmon, Hilary Devan Watton, Murray Stewart, Augustin Dumay, Jean-Claude Casadesus, Gérard Korsten, Pascal Rophé, Emmanuel Krivine.

## Discographie
Amandine Savary a enregistré pour les labels discographiques Fuga Libera, Sony, Zig-Zag Territoires et plus récemment pour Muso.

### Soliste
- Bach, Toccatas, BWV 910-916 (2-4 avril 2013, Muso MU-007) (OCLC 894919178)
- Schubert, Impromptus (juin 2016, Muso MU-015)

### Musique de chambre
- Ravel, Trio avec piano ; Sonate pour violon et piano - Trio Dali : Vineta Sareika, violon ; Christian-Pierre La Marca, violoncelle ; Amandine Savary, piano (juillet 2008, Fuga Libera FUG547) (OCLC 609982032)
- Schubert, Trios avec piano nos 1 et 2, Sonate « Arpeggione » D 821, Fantaisie, D 934, pour violon et piano - Trio Dali : Jack Liebeck, violon ; Christian-Pierre La Marca, violoncelle ; Amandine Savary, piano (janvier/février 2011, Fuga Libera FUG584) (OCLC 868021109)
- L'heure Exquise : Arrangements de mélodies françaises de Charles Gounod, Claude Debussy, Reynaldo Hahn, Gabriel Fauré, Joseph Kosma, etc. - Christian-Pierre La Marca, violoncelle ; Patricia Petibon, soprano ; Amandine Savary, piano (2011, Sony 88697881592) (OCLC 762860560)
- Mendelssohn, Trios avec piano nos 1 et 2 ; Bach, Préludes de choral, BWV 639 (arr. violon et piano) et 659 (arr. violoncelle et piano) - Trio Dali : Jack Liebeck, violon ; Christian-Pierre La Marca, violoncelle ; Amandine Savary, piano (19-22 janvier 2015, Zig-Zag Territoires ZZT364) (OCLC 911356987)
- Grieg, Sonates pour violon nos 1, 2 et 3 - Vineta Sareika, violon ; Amandine Savary, piano (14-17 août 2017, Muso MU-024)[15],[16]
- Mozart, Sonates pour violon nos 24, 27 et 35 - Vineta Sareika, violon ; Amandine Savary, piano (28-30 juillet 2019, Muso MU-041)